# Владимир Давыдович (князь вышгородский)
Владимир Давыдович (начало 1170-х годов — после 11 августа 1191) — князь вышгородский (1187—после 1191). Сын Давыда Ростиславича из Смоленской ветви Мономашичей.

## Биография
Упоминается всего один раз в рассказе о переносе мощей (или только пустых старых рак) Бориса и Глеба из Вышгорода в Борисоглебский монастырь на Смядыни в Смоленске 11 августа 1191 года. Согласно упомянутому рассказу, в то время Владимир Давыдович был вышгородским князем. Вероятно, он им стал после смерти своего брата Мстислава (старшего), которая случилась в мае 1187 года. 
Кроме единственного упоминания сведений о Владимире Давыдовиче нет.